# Villejuif-Louis Aragon
Villejuif-Louis Aragon è una stazione della linea 7, e in futuro anche della linea 15, della metropolitana di Parigi.

## La stazione
La stazione venne aperta nel 1985 e prese il nome da Louis Aragon scrittore francese nato a Parigi nel 1897 e morto nel 1982. La stazione è il capolinea di una delle due diramazioni sud della linea 7; il capolinea dell'altra diramazione è a Mairie d'Ivry.

## Interconnessioni
- Bus RATP - 162, 172, 180, 185, 286, 380, v7
- Bus Optile - Daniel Meyer, DM8, JETBUS
- Noctilien - N15, N22
- Linea V7 (stazione Louis Aragon Metropolitana di Parigi)